# Eta Scorpii
Eta Scorpii (η Sco) – gwiazda w gwiazdozbiorze Skorpiona, którą tworzy para gwiazd typu widmowego B. Jest odległa o 73 lata świetlne od Słońca.

## Charakterystyka
Jest to żółtobiały podolbrzym należący do typu widmowego F. Jest niewidoczny dla obserwatorów powyżej 47° szerokości geograficznej północnej, czyli m.in. z całego terytorium Polski. Gwiazda ta ma temperaturę od 6500 do 6900 K i jasność 17,5 raza większą niż jasność Słońca. Jej promień to 3,1 promienia Słońca, a masa to 1,7 masy Słońca. Powstała 1,8 miliarda lat temu i, będąc masywniejsza niż Słońce, kończy lub zakończyła okres syntezy wodoru w hel, po czym zaczęła zmieniać się w olbrzyma. Szybki obrót gwiazdy generuje pole magnetyczne, które podgrzewa koronę, emitującą promieniowanie rentgenowskie. Eta Scorpii cechuje się dużym ruchem własnym, 2,5 raza szybszym niż typowy dla sąsiadów Słońca. Jej metaliczność jest podobna do słonecznej, ale wydaje się być lekko wzbogacona w bar. Gwiazdy barowe to przeważnie olbrzymy, wzbogacone w bar wskutek przemian towarzysza, który stał się białym karłem. Eta Scorpii wydaje się jednak być samotną gwiazdą; może być po prostu błędnie sklasyfikowana.